# Saad Samir
Saad El-Din Samir, hay Saad Samir, (tiếng Ả Rập: سعد الدين سمير  sinh ngày 1 tháng 4 năm 1989) là một cầu thủ bóng đá người Ai Cập. Anh thi đấu ở vị trí hậu vệ cho câu lạc bộ tại Giải bóng đá ngoại hạng Ai Cập Al-Ahly. Anh từng thi đấu tại Thế vận hội Mùa hè 2012.
Vào tháng 5 năm 2018 anh có tên trong đội hình sơ loại của Ai Cập tham dự Giải vô địch bóng đá thế giới 2018 ở Nga.